# Anablepsoides holmiae
Espèce
Anablepsoides holmiae, ou Rivulus holmiae selon certaines classifications, est une espèce de poissons d'eau douce de la famille des Rivulidae. Il peuple les rivières du bassin amazonien du plateau des Guyanes.